# Thamnodynastes chaquensis
Thamnodynastes chaquensis är en ormart som beskrevs av Bergna och Alvarez 1993. Thamnodynastes chaquensis ingår i släktet Thamnodynastes och familjen snokar. Inga underarter finns listade i Catalogue of Life.
Arten förekommer i södra Brasilien, Paraguay, Uruguay och norra Argentina. Honor lägger inga ägg utan föder levande ungar.